# Mademoiselle George
Pour les articles homonymes, voir George.
Marguerite-Joséphine Weimer, dite Mademoiselle Georges puis Mademoiselle George, née le 23 février 1787, à Bayeux et morte le 11 janvier 1867 à Passy (16e arrondissement de Paris), est une actrice française.
Selon Victor Hugo, Théophile Gautier, Alexandre Dumas père, Eugène de Mirecourt et autres témoignages, elle aura été la tragédienne qui a jeté le plus vif éclat sur la scène française.

## Les débuts
Marguerite-Joséphine Weimer prit le prénom de son père comme nom de théâtre, qu'on ne trouve écrit, de son vivant, qu'avec son s final. Sa mère, Marie Verteuil, était la tante de Jules Verteuil, le secrétaire de la Comédie-Française, était elle-même actrice et jouait les soubrettes avec talent. Ayant suivi son père à Amiens, dont il devait, par la suite, diriger le théâtre, Marguerite débuta dans cette ville dans le drame et l’opéra-comique, sous la direction de celui-ci.
Dès l’âge de cinq ans, elle joua les rôles d’enfants dans Les Deux Chasseurs et la Laitière, Paul et Virginie, Les Deux Petits Savoyards, Le Jugement de Pâris. La célèbre cantatrice Madame Dugazon, en tournée à Amiens, lui apprit le rôle d’« Adolphe » dans Camille ou le Souterrain. S’émerveillant de la gentillesse et de la précocité de la petite actrice, elle s’éprit de l’enfant et demanda à son père de la lui confier. « Je me charge de sa fortune », ajouta-t-elle, mais Georges Weimer, qui adorait sa fille, ne voulut pas s’en séparer.
Quelques années plus tard, en 1801, la célèbre Mademoiselle Raucourt, chargée de recruter, pour la Comédie-Française, une élève, à laquelle le gouvernement allouait 1 200 francs de pension, si elle était jugée digne des leçons de la tragédienne, se trouva de passage à Amiens, où Mademoiselle George, alors âgée de quatorze ans et en paraissant dix-huit, lui donna la réplique dans Didon et dans Phèdre. George s’acquitta si bien des rôles d’« Élise » et d’« Aride », que Mademoiselle Raucourt, ayant fait connaître aux Weimer les conditions du ministre, obtint d’emmener à Paris celle dont la célébrité devait un jour surpasser la sienne.
Accompagnée par sa mère pour obvier à la réputation dont jouissait la Raucourt, Mademoiselle George monta à Paris où elle suivit, toujours étroitement chaperonnée par sa mère, les leçons de la Raucourt dans l’ancienne petite chaumière de Thérésa Tallien. Raucourt était, à cette époque, la reine tragique sans rivale au Théâtre-Français, où elle se faisait remarquer par la noblesse de son jeu et la pureté de sa diction, mais elle manquait de sentiment et de tendresse. Sa jeune élève, sensible, douée d’une voix chaude et bien timbrée, étendue et sonore, flexible et puissante, tira de son propre fond ce qui manquait à son professeur et sut allier à ses hautes qualités celles d’un jeu naturel et passionné. Elle fit ses débuts le 29 novembre 1802, avec Clytemnestre dans la pièce Iphigénie en Aulide de Jean Racine.
Son entrée en scène fut le début d’un triomphe général acclamant tant sa beauté que sa voix, souple et riche, à la diction pure et élégante. Elle joua trois fois le rôle de Clytemnestre qui fut un succès, puis elle passa à celui d’Aménaïde et le succès alla croissant. Enfin elle aborda le rôle d’Idamé, de l’Orphelin de la Chine.

## La protection de Bonaparte

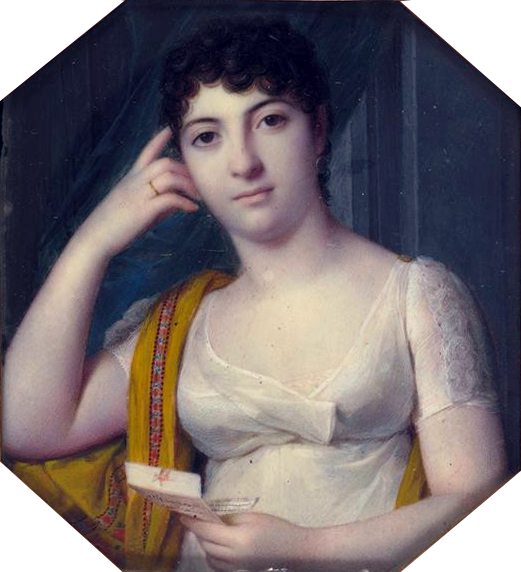
Miniature de Mademoiselle George av. 1867.

C’est vers cette époque qu’après avoir été la maitresse de Lucien Bonaparte, elle devient celle de son frère, le premier consul Napoléon Bonaparte, qui dira d’elle : « C’est la plus belle femme d’Europe », ce qui poussa sa rivale Mademoiselle Duchesnois à monter une cabale, qui divisa les amateurs de théâtre en deux camps. Ses partisans déclarèrent qu’on avait surpris leur admiration et la bataille commença. Il y eut deux partis dramatiques, et presque politiques, au Théâtre Français : les Georgiens et les Circassiens. Les Georgiens, faisaient allusion à la maigreur de Duchesnois en appelant ses partisans Carcassiens. Les jours où les deux actrices jouaient dans la même pièce, les banquettes du parterre volaient dans la salle. Les Georgiens ayant persuadé leur idole, comme riposte aux criailleries des Carcassiens, de jouer Phèdre, le triomphe de la Duchesnois, la victoire resta à George, qui fut admirable de passion dans le chef-d’œuvre de Racine, et elle put aborder tous les rôles : Athalie, Mérope, Agrippine, Cléopâtre, Médée. Elle fut proclamée la première dans les Reines. Les Carcassiens les plus endurcis déclarèrent eux-mêmes « qu’inimitable dans Sémiramis, elle se surpassa dans Mérope. »
En 1802, George, protégée par Bonaparte, et Duchesnois par Joséphine, étaient engagées au Théâtre-Français à quatre mille francs d’appointements. Le 29 mai 1802 Mlle George joue au Théâtre Français Cinna, et J.B. Boucheseiche, chef de la 5e division de la Préfecture de Police confirme dans une note au Préfet de Police l'envoi de trois ou quatre officiers de paix à la représentation
En 1804, le ministre Chaptal fit recevoir les deux rivales, sociétaires à demi-part, avec des attributions nettement définies. C’était le comble de la faveur et il ne fallait pas moins que l’influence de Bonaparte, d’un côté, et celle de Joséphine, de l’autre, pour arriver à ce double résultat.
— Comment Napoléon vous a-t-il quittée ? » demanda un jour Alexandre Dumas père à Mademoiselle George.
— Il m’a quittée pour se faire empereur ! répondit-elle.
En 1806, Mademoiselle George créa le rôle de la Reine, dans Les Templiers, de Raynouard, qui eurent du succès. Elle créa ensuite le rôle de « Mandane » dans la tragédie d’Artaxerxès de Delrieu, le 30 avril 1808.

## La protection du tsar AlexandreIer

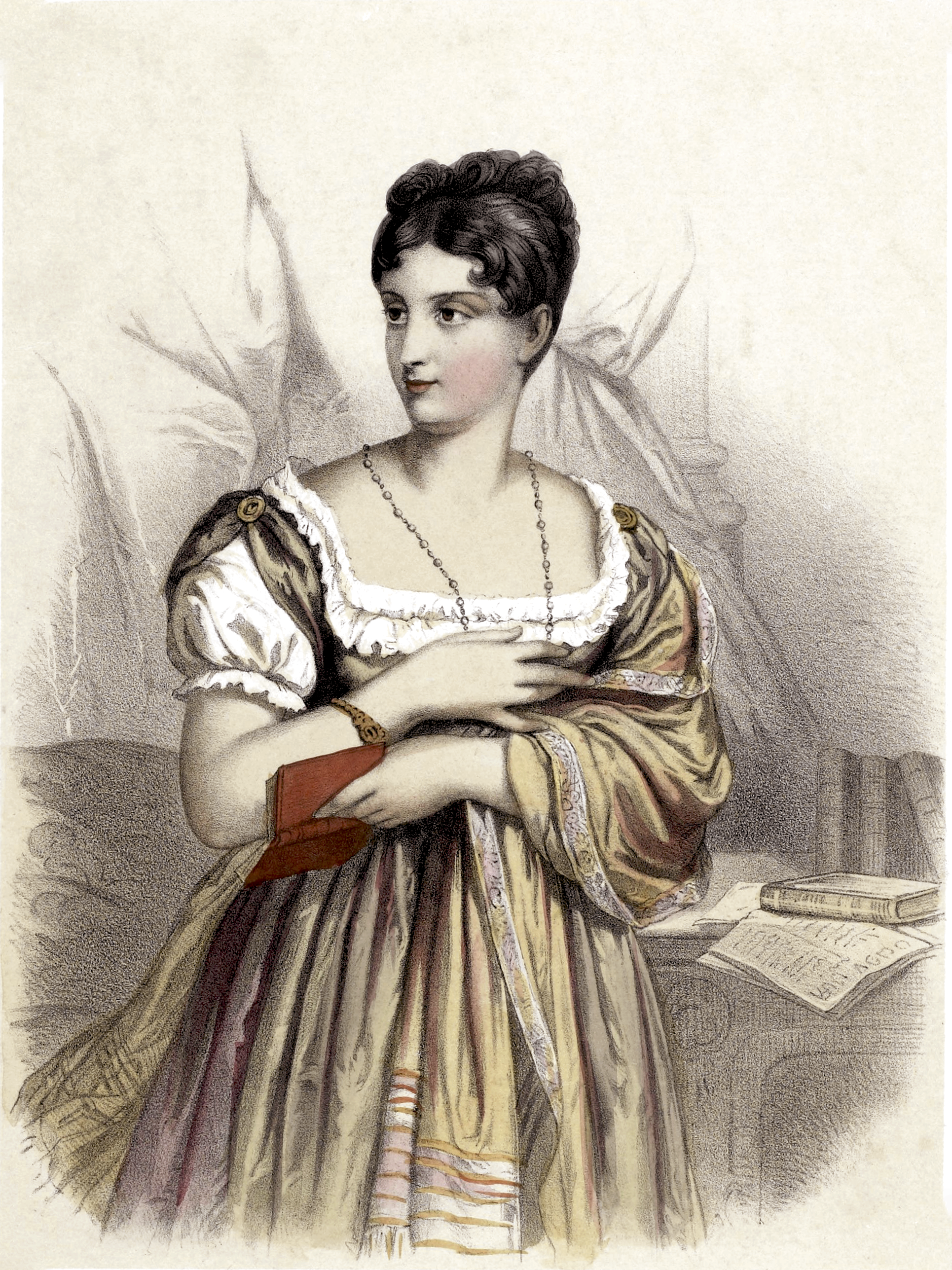
Mademoiselle George par Jules Champagne.

Au jour de la cinquième d’Artaxerxès, le 11 mai, elle disparut, sur ordre de Talleyrand dont elle était devenue l'agent:96, avec pour mission, notamment, de séduire le tsar Alexandre Ier. Elle arrive à Saint-Pétersbourg, en passant par Vienne, où elle est reçue par la princesse Bagration et s’arrête à Vilna où elle se fait applaudir par les princesses polonaises. En Russie, sa vie entra dans une nouvelle phase. Elle débuta à Peterhof, accompagnée de Vedel et de Mainvielle : le régisseur Fleuriot avait fait venir spécialement de Paris Vedel pour jouer les premiers rôles. Après huit représentations données à la Cour, devant le tsar Alexandre, ses frères Constantin et Michel, l’impératrice-mère et l’impératrice régnante, Mademoiselle George débuta avec grand succès au Grand Théâtre. Toute la salle applaudissait comme un seul homme et les princesses elles-mêmes criaient : « George ! George ! » Il pleuvait des couronnes et des fleurs. La tragédienne, idole des Russes, royalement rémunérée et comblée de présents, menait un train princier, se promenait souvent dans une magnifique calèche attelée de quatre alezans de l’Ukraine. Ses diamants ont été légendaires. Quand l’empereur Alexandre l’apercevait, il descendait de sa voiture pour la saluer.
Le 28 septembre 1808, elle représenta Cinna à Erfurt devant l’Empereur, le Tsar et le roi de Saxe. Le 29, elle joua Britannicus, devant la même assemblée augmentée du prince Guillaume de Prusse, du duc Guillaume de Bavière et du prince Léopold de Saxe-Cobourg. Le 3 octobre, ce fut Philoctète, le 4, ce fut le tour d’Iphigénie en Aulide, le 6, la Mort de César, devant un auditoire couronné au grand complet : deux empereurs, trois rois, une reine, vingt princes et six grands-ducs. Sa seule rivale sur la scène russe était Catherine Semenova.
Quelque temps avant l’entrée de Napoléon en Russie, Mademoiselle George avait sollicité la permission de quitter Saint-Pétersbourg au tsar qui lui avait répondu :
— Madame, je soutiendrai la guerre contre Napoléon pour vous garder.
— Mais, Sire, ma place n’est plus ici ; elle est en France.
— Laissez prendre les devants à mon armée et je vous y conduirai.
— En ce cas, j’aime mieux attendre que les Français soient à Moscou, j’attendrai moins longtemps.
Comme elle refusait avec énergie d’obéir aux ordres de la police russe lui enjoignant d’illuminer les fenêtres de son domicile à chaque nouvelle victoire russe, le tsar finit par lui donner l’autorisation de partir. Elle fut admirablement reçue par Bernadotte à Stockholm où elle resta trois mois, fêtée et choyée par la Cour et la ville. Au mois de juin 1813, elle partit pour la Westphalie où elle fut reçue par le roi Jérôme Bonaparte. À Dresde, elle donna cinquante représentations du 22 juin jusqu’au 10 août.
L'exil volontaire de mademoiselle George lui donna une stature européenne. En France, bien que son départ ait scandalisé, son retour est un triomphe. Les transgressions de George ne font qu’accroître sa célébrité.

## Retour en France

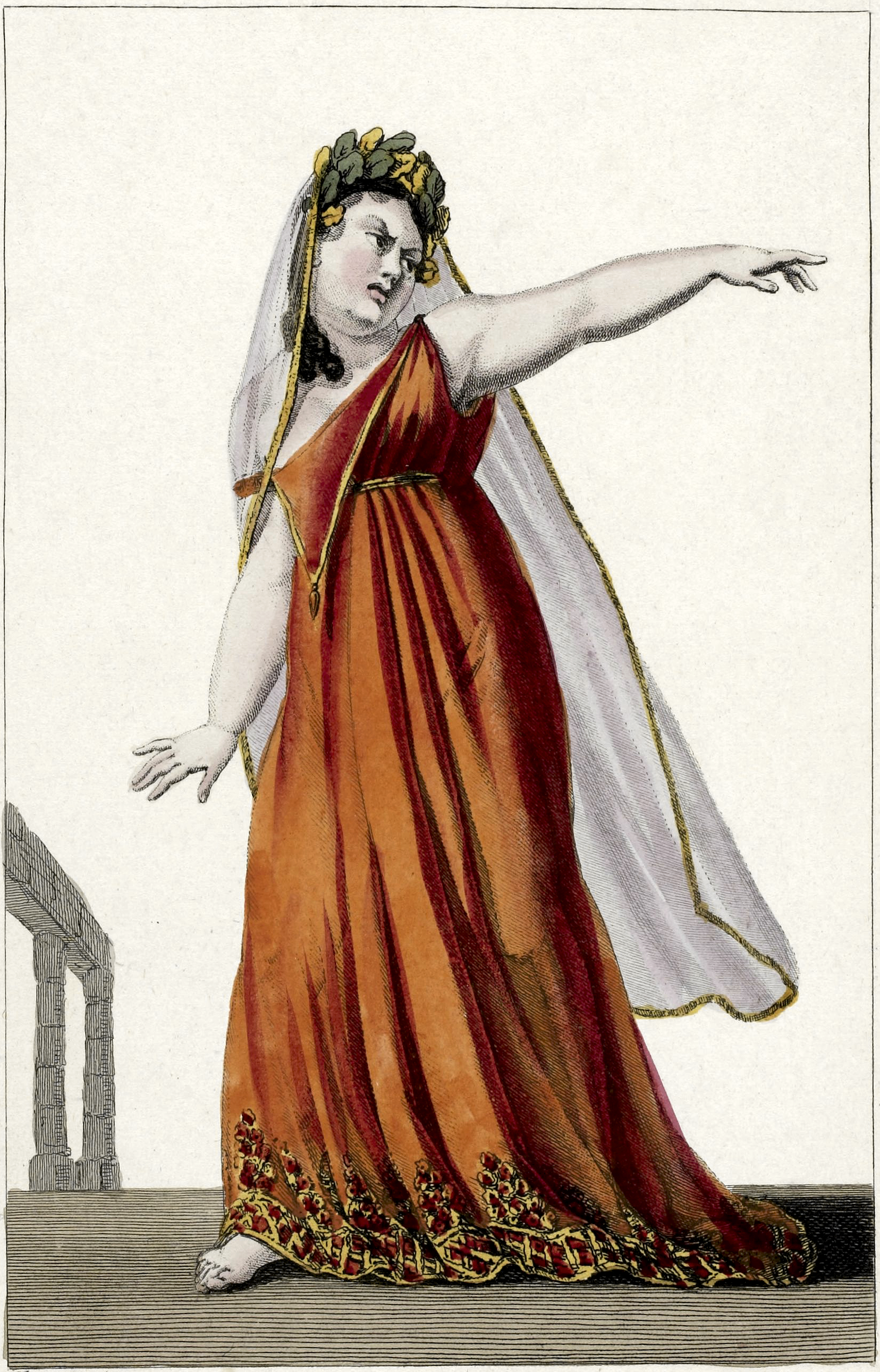
Mademoiselle George dans le rôle de la Pythonisse d’Endorau dans Saül de Soumet, 1822.

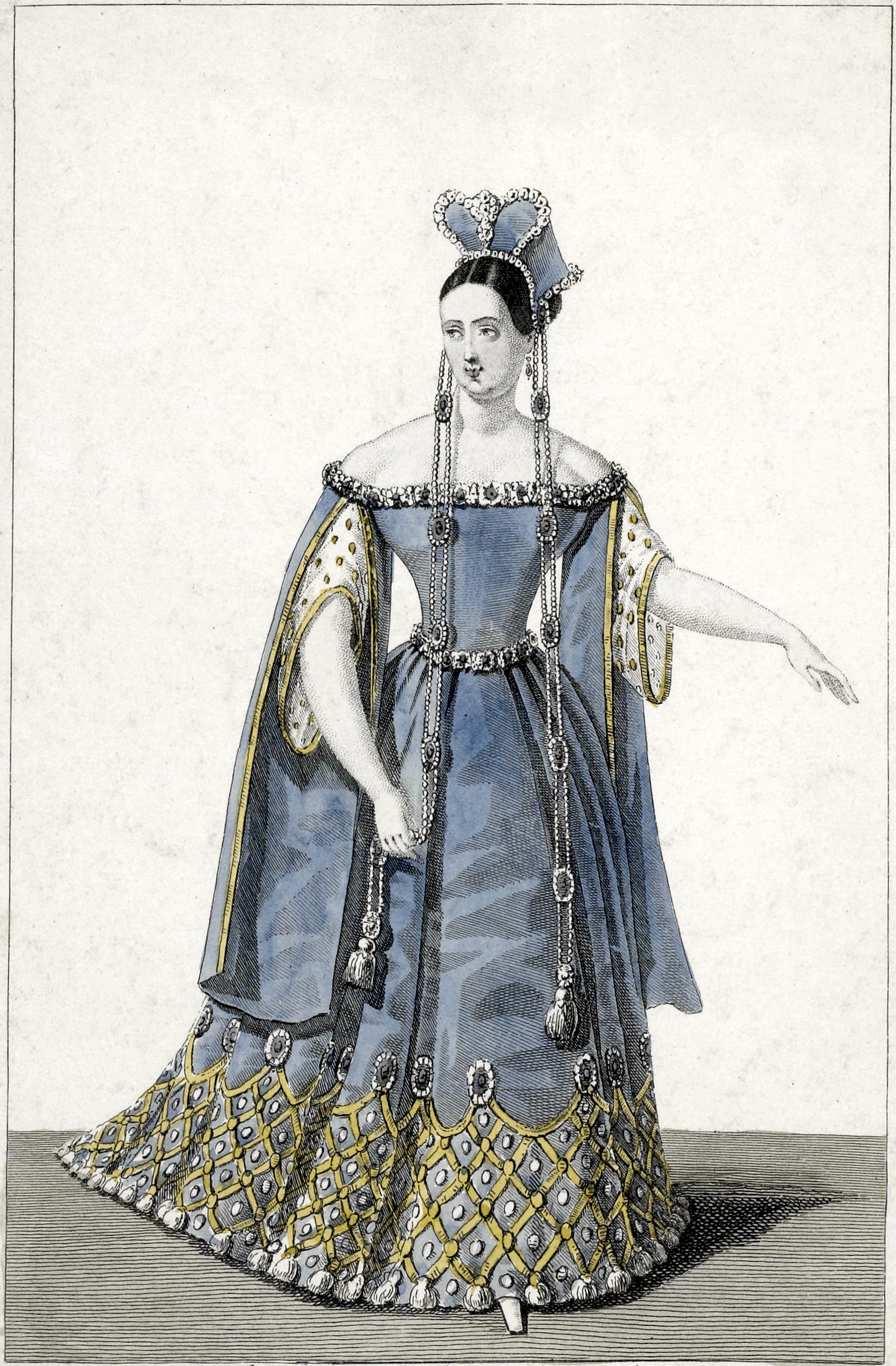
Mademoiselle George dans le rôle d’Isabeau de Bavière dans Périnet Leclerc de de Bourgeois et Lockroy, 1832.

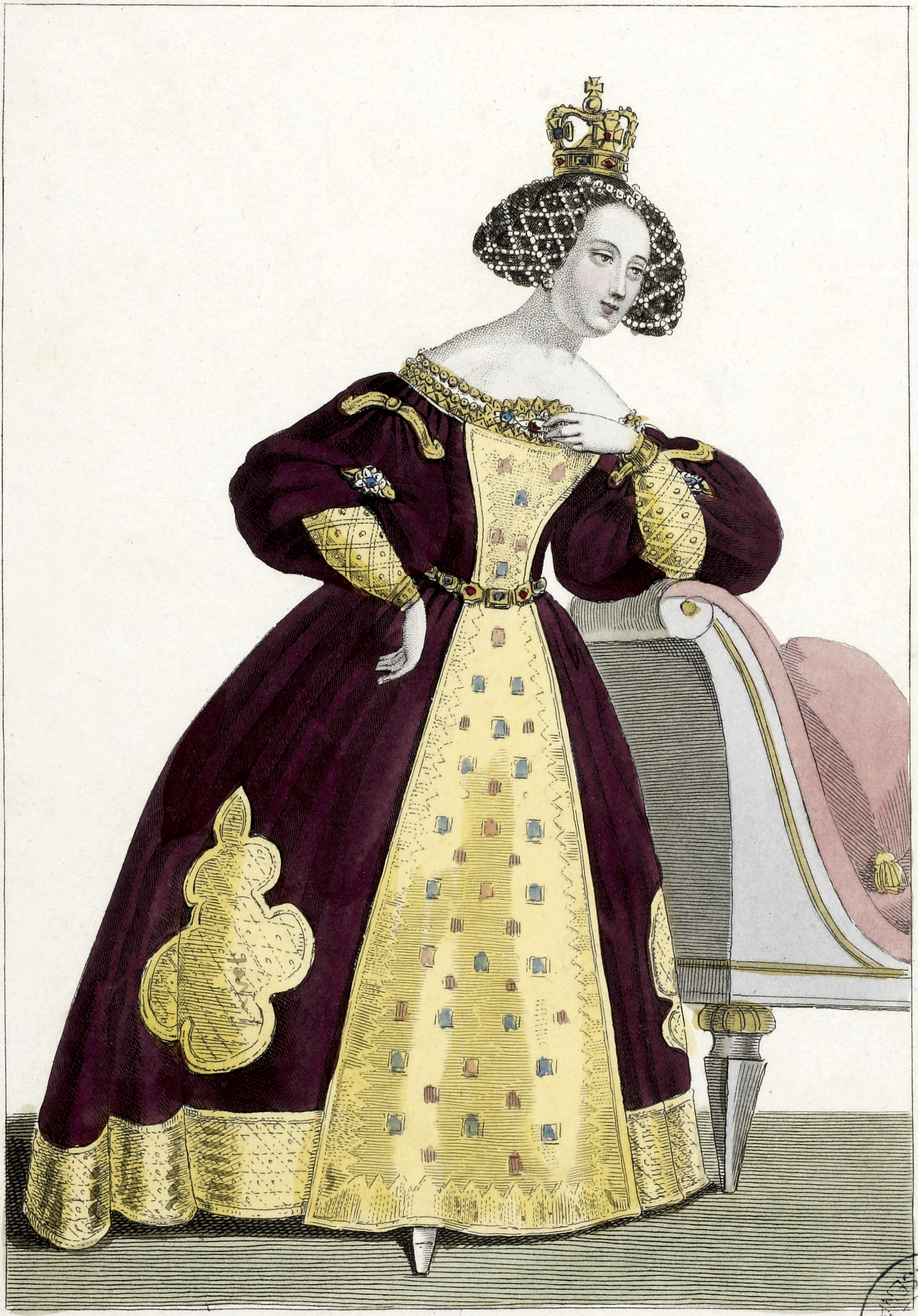
Mademoiselle George dans le rôle de l’Impératrice dans l’Impératrice et la Juive d’Anicet Bourgeois, 1834.

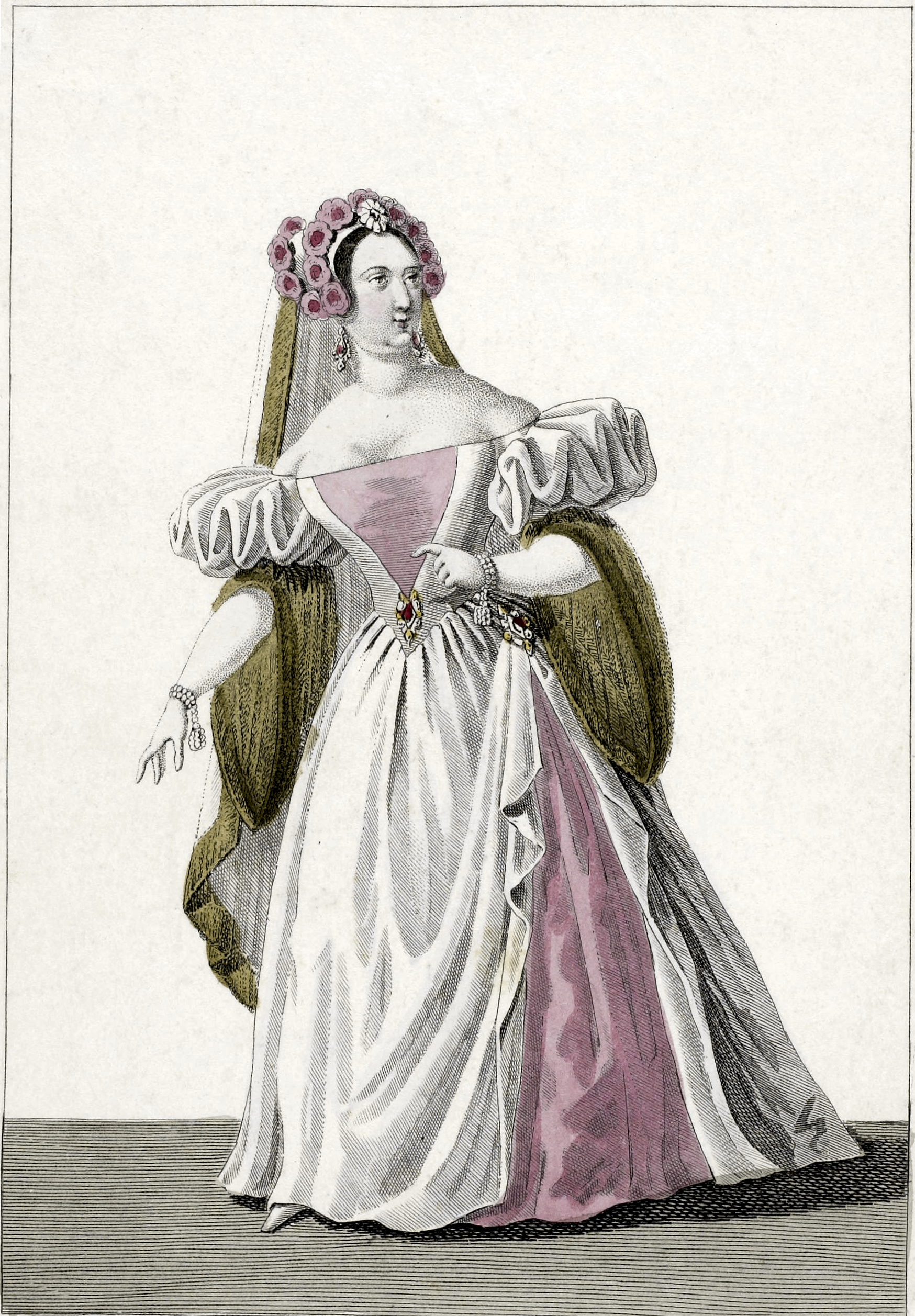
Mademoiselle George dans le rôle de Theodora dans la Vénitienne d’Anicet Bourgeois, 1834.

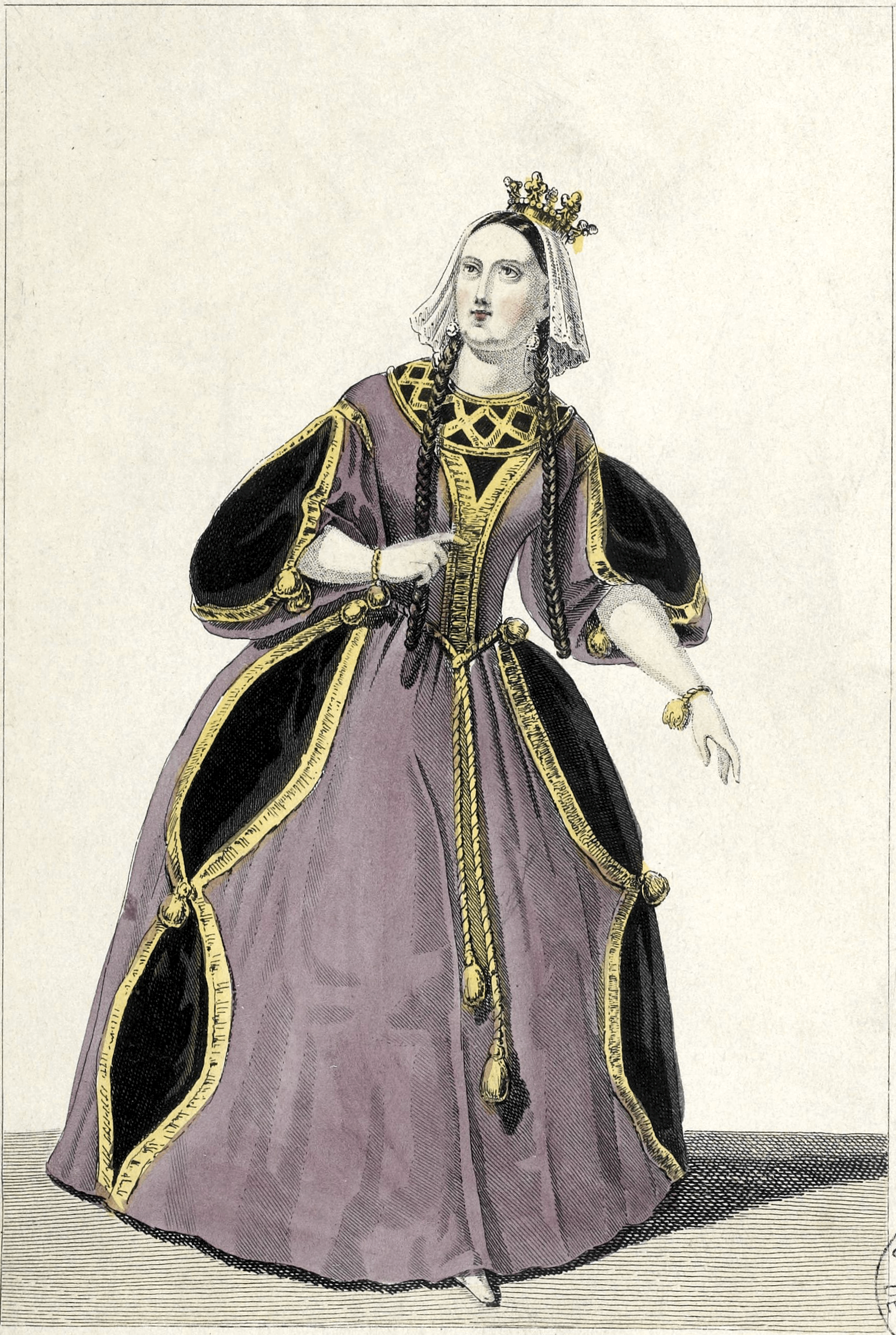
Mademoiselle George dans le rôle de Vallombra dans les Sept Infans de Lara de Sébastien Mafille, 1836.

Réintégrée, grâce à Napoléon Ier, à la Comédie-Française avec part entière, et le temps de son absence compté comme présence, Mademoiselle George reparut avec succès dans Clytemnestre. Elle hérita de la succession de Mademoiselle Raucourt qui, retirée à la campagne, ne jouait plus qu’à son corps défendant. Ce fut à cette époque que Napoléon tomba et fut exilé. Sa chute fut un poignant chagrin pour Mademoiselle George. Aussi, lors du retour de l’île d'Elbe, Mademoiselle Mars et Mademoiselle George, voulant assister à la rentrée de l’Empereur, prirent une fenêtre à Frascati. Elles portaient des chapeaux de paille de riz blancs, ornés d’énormes bouquets de violettes. On les savait persécutées depuis un an à la Comédie-Française, à cause de leur attachement à l’Empereur : elles furent remarquées, les violettes étaient un emblème du mois de mars, le mois de la naissance du roi de Rome et du retour de Napoléon. À partir de ce jour, les violettes devinrent un symbole. Quelques-uns portèrent même, comme un ordre de chevalerie, une violette d’or à la boutonnière. Quand Talma, George et Mars parurent le soir sur les planches, ils furent criblés d’applaudissements. Après Waterloo, Mademoiselle George sollicita la faveur d’accompagner l’Empereur déchu à Sainte-Hélène. Elle avait disparu en province lorsqu'un ordre du 8 mai l’expulsant de la Comédie-Française vint l’y trouver.
Mademoiselle George continua alors pendant cinq ans, de 1816 à 1821, la série triomphale de ses représentations sur les scènes de toutes les grandes villes françaises. Au commencement de l’année 1810, Mademoiselle George, de passage à Caen, voulut revoir sa ville natale, dont elle se trouvait si rapprochée. Elle arriva le 4 janvier dans la ville de Bayeux où l’annonce de sa venue avait causé une vive émotion. Très chaleureusement accueillie, elle se montra très sensible à ces marques de sympathie, disant à qui voulait l’entendre qu’elle venait « jouer en famille » et qu’elle ferait tous ses efforts pour mériter les suffrages de ses compatriotes et connut le succès dans Mérope.
Louis XVIII, voulant lui prouver le cas qu’il faisait de son talent, lui accorda un bénéfice à l’Opéra, dans Britannicus, avec le concours de toute la Comédie-Française. De mémoire d’homme, on ne vit pareille affluence. Réconciliée avec le public parisien, George reprit, à l’Odéon, où elle entra en 1821, tous ses grands rôles : Sémiramis, Mérope, Idamé, Clytemnestre.
Mademoiselle George tenait une salle tout entière suspendue à son geste et à son regard et le silence chez elle était aussi éloquent que la parole. Couvrant les situations difficiles de la majesté de sa nature, avec cette audace puissante du génie, elle passait par de brusques et sublimes transitions des larmes au rire et du rire à la terreur. Soumet, dans sa pièce de Saül (1822), confia le rôle de la Pythonisse à Mademoiselle George et composa tout exprès pour elle Cléopâtre et Jeanne d’Arc. Cette dernière eut un prodigieux succès. De même que la Jane Shore de Lemercier avait été faite en vue de Talma, la Jane Shore de Liadières fut composée pour Mademoiselle George. Ce fut son premier essai dans le drame shakespearien ; elle préludait à Christine et à Lucrèce Borgia, Elle créa ensuite la Salomé des Macchabées, où elle se fit applaudir avec enthousiasme.
En 1823, elle paraissait dans le comte Julien, dont le principal mérite était d’être joué par l’actrice en vogue. En 1827, une fugue improvisée la conduisit à Londres où elle obtint la représentation publique et à bureau ouvert, d’un ouvrage français. Le 28 juin 1827, elle donna Sémiramis et, quelques jours après, elle joua Mérope avec le même succès. En 1828, elle forma avec son compatriote Harel une troupe volante et fit une nouvelle tournée en province. Elle vint, au cours de cette tournée, donner quelques représentations à Bayeux pour la deuxième fois. Arrivée en décembre avec Harel, elle joua Sémiramis, Jeanne d’Arc, Cléopâtre, Rodogune et Phèdre. En 1829, elle poussa jusqu’à Amsterdam où elle donna plusieurs représentations. Cette même année 1829 la vit rentrer à l’Odéon dont Harel venait de prendre la direction à l’heure où l’aurore du romantisme pointait à l’horizon et la nouvelle formule de l’art dramatique trouvait en lui un appui ferme et dévoué.
Sans abandonner les chefs-d’œuvre classiques, Mademoiselle George se livra, corps et âme, à l’interprétation des drames romantiques et devint le porte-bannière de la nouvelle école, créant les principaux rôles dans une Fête de Néron, Norma de Soumet, la Maréchale d’Ancre, d’Alfred de Vigny, Jeanne la folle, de Fontan. Cependant, l’Odéon était un cadre un peu bien classique et démodé pour les pièces de l’école nouvelle que Harel affectionnait de plus en plus, artistiquement et pécuniairement parlant. Le 3 décembre 1831, accompagné d’une troupe superbe, il passe à la direction du théâtre de la Porte Saint-Martin suivi de Mademoiselle George. Après une reprise de Christine, elle crée successivement les principaux rôles dans La Tour de Nesle, Périnet Leclerc, Lucrèce Borgia, la Chambre ardente, Marie Tudor, la Famille Moronval, les Malcontents, le Manoir de Montlouvier, la Guerre des servantes, Jeanne de Naples, Isabeau de Bavière, la Marquise de Brinvilliers, les Sept Enfants de Lara, la Vénitienne, l’Impératrice et la juive, la Nonne sanglante.
À la première de Lucrèce Borgia, Mademoiselle George obtint un tel succès d’applaudissements, au premier acte, que l’émotion faillit l’empêcher de jouer les autres : « Ah ! Mon ami ! dit-elle à Victor Hugo, je n’aurai jamais la force de continuer ». Le poète dut la réconforter pour qu’elle puisse achever son rôle avec le même succès qu’au début. Jamais aucune actrice ne l’a égalée dans cette scène, Le lendemain, il écrivait : « Mademoiselle Georges passe, comme elle veut, et sans effort, du pathétique tendre au pathétique terrible. Elle fait applaudir et elle fait pleurer. Elle est sublime comme Hécube et touchante comme Desdémona. »
À propos de la création du rôle de Marie Tudor, le poète écrivait : « Depuis le sourire charmant, par lequel elle ouvre le second acte, jusqu’au cri déchirant, par lequel elle clôt la pièce, il n’y a pas une des nuances de son talent qu’elle ne mette admirablement en lumière. Elle crée, dans la création même du poète, quelque chose qui étonne et qui ravit l’auteur lui-même ; elle caresse, elle effraye, elle attendrit, et c’est un miracle de son talent que la même femme, qui vient de vous faire tant frémir, vous fasse tant pleurer. » Rachel, ayant toujours refusé avec obstination de prendre les conseils de Mademoiselle George, pour jouer Marie Tudor, se vit refuser constamment le rôle par l’auteur. « Ni Lucrèce Borgia, ni Marie Tudor ne trouveront de longtemps une interprète de cette force, écrivait Théophile Gautier en 1845. Le souvenir de Mademoiselle Georges se mêlera toujours à ces deux formidables rôles où elle a vraiment collaboré avec le poète, et ceux qui n’auront pas vu les deux pièces jouées par l’actrice, n’en comprendront pas aussi bien l’effet irrésistible, immense. »
L’un des grands succès de George fut La Tour de Nesle. Le rôle de Marguerite de Bourgogne avait été fait pour elle et c’est avec quelque injustice qu’elle reprochait à l’auteur de l’avoir sacrifiée à Bocage qui jouait Buridan. Cependant, les émeutes qui marquèrent les débuts du règne de Louis-Philippe avaient porté les coups les plus funestes aux succès de la direction Harel. Les interdictions du Pacte de famine et de Vautrin achevèrent la ruine de l’infortuné directeur (26 mars 1840) qui dut reprendre alors ses fonctions d’impresario errant avec Mademoiselle George qu’il conduisit d’abord en province, puis en Italie, en Autriche et jusqu’en Crimée. Elle retourna même à Saint-Pétersbourg où elle fut aussi applaudie que lors de son premier voyage. En mars 1840, elle revint dans sa ville natale pour la troisième et dernière fois, y jouant Marie Tudor et Marguerite de Bourgogne, de La Tour de Nesle.
Ayant pris sa retraite en mai 1849, elle vécut dans la gêne et obtint la place d’Inspectrice du Conservatoire, auparavant dévolue à Mademoiselle Mars. Elle reparut encore sur la scène de la Comédie-Française pour une représentation dans Rodogune, qui laissa les spectateurs stupéfaits de lui voir encore tant de puissance. Son dernier effort fut, sans aucun doute, une représentation à l’Odéon, le 3 juillet. Lors de sa mort (survenue à son domicile, 3 rue du Ranelagh, à Passy, « presque dans le dénuement »), la presse fut excellente. On alla en foule à son inhumation et l’Église, avare de ses pompes pour Molière, en fut prodigue pour la créatrice inspirée du rôle de Salomé dans les Macchabées. Elle fut enterrée au Père-Lachaise (division 9), , à Paris.

## Les proches
La tragédienne avait une sœur, qui parut, sous le nom de « George Cadette », dans plusieurs théâtres où elle tint d’abord les rôles d’ingénue avec grâce et décence. Plus tard, elle passa à l’emploi des confidentes et s’acquitta avec un réel talent de divers rôles. Georges Cadette se fit remarquer surtout sur la scène de la Porte-Saint-Martin et au Théâtre-Historique. Elle a créé les rôles de « Mlle de Vaudrey » dans Vautrin (1840), de la « Nourrice » de Kennedy dans Catherine Howard (1843), de la « Veuve Plumeau » dans le Chevalier de Maison-Rouge (1847),.

## Réception
Selon Théophile Gautier, en 1835, « Mademoiselle George ressemble, à s’y méprendre, à une médaille de Syracuse, ou à une Isis des bas-reliefs éginétiques, L’arc de ses sourcils, tracé avec une pureté et une finesse incomparables, s’étend sur deux yeux noirs pleins de flammes et d’éclairs tragiques. Le nez, mince et droit, coupé d’une narine oblique et passionnellement dilatée, s’unit avec le front par une ligne d’une simplicité magnifique. La bouche est puissante, aiguë à ses coins, superbement dédaigneuse, comme celle de Némésis vengeresse, qui attend l’heure de démuseler son lion aux ongles d’airain ; cette bouche a pourtant de charmants sourires épanouis avec une grâce tout impériale, et l’on ne dirait pas, quand elle veut exprimer les passions tendres, qu’elle vient de lancer l’imprécation antique ou l’anathème moderne, Le menton, plein de force et de résolution, se dessine fermement, et relève, par un contour majestueux, ce profil qui est plutôt d’une déesse que d’une mortelle. Comme toutes les belles femmes du cycle païen, Mademoiselle Georges a le front large, plein, renflé aux tempes, mais peu élevé, assez semblable à celui de la Vénus de Milo, un front volontaire, voluptueux et puissant. Une singularité remarquable du cou de Mademoiselle Georges, c’est qu’au lieu de s’arrondir intérieurement du côté de la nuque, il forme un contour renflé et soutenu qui lie les épaules à la base de la tête sans aucune sinuosité. L’attache des bras a quelque chose de formidable par la vigueur des muscles et la violence du contour ; un des bracelets d’épaule ferait la ceinture pour une femme de taille moyenne ; mais ils sont très blancs, très purs, terminés par un poignet d’une délicatesse enfantine, et des mains mignonnes, frappées de fossettes, de vraies mains royales faites pour porter le sceptre et pétrir le manche du poignard d’Eschyle et d’Euripide. »

## Théâtre

### Carrière à la Comédie-Française
Entrée en 1802
Nommée 217e sociétaire en 1804
Départ en 1808
Retour en 1813 ; départ en 1817
Liste non exhaustive de ses rôles :
- 1802 : Iphigénie en Aulide de Jean Racine : Clytemnestre
- 29 mai 1802 : Cinna de Pierre Corneille au Théâtre Français:
- 1803 : Andromaque de Jean Racine, Comédie-Française : Hermione
- 1803 : Bajazet de Jean Racine, Comédie-Française : Roxane
- 1803 : Phèdre de Jean Racine, Comédie-Française : Phèdre
- 1804 : Guillaume le Conquérant d'Alexandre Duval, Comédie-Française : Mathilde
- 1804 : Iphigénie de Jean Racine, Comédie-Française : Eriphile
- 1805 : Les Templiers de François Just Marie Raynouard : Jeanne de Navarre
- 1806 : Nicomède de Pierre Corneille : Arsinoé
- 1806 : Esther de Jean Racine : Esther
- 1806 : Athalie de Jean Racine : Athalie
- 1806 : Octavie de Jean-Marie Siouriguères de Saint-Marc : Poppée
- 1807 : Bérénice de Jean Racine : Bérénice
- 1807 : Nicomède de Pierre Corneille : Laodice
- 1807 : La Mort de Du Guesclin de Hyacinthe Dorvo : Jeanne de Laval
- 1808 : Artaxerxès d'Étienne-Joseph-Bernard Delrieu : Mandane
- 1814 : La Rançon de Du Guesclin d'Antoine-Vincent Arnault : Mme Du Guesclin
- 1814 : Ulysse de Pierre-Antoine Lebrun : Pénélope
- 1815 : Jeanne Gray de Charles Brifaut : Marie
- 1815 : Britannicus de Jean Racine : Agrippine
- 1815 : Démétrius d'Étienne-Joseph-Bernard Delrieu : Laodice
- 1816 : Charlemagne de Népomucène Lemercier : Régine
- 1817 : Germanicus d'Antoine-Vincent Arnault : Plancine

### Hors Comédie-Française
- 1822 : Les Machabées d'Alexandre Guiraud, théâtre de l'Odéon : Salomé
- 1822 : Saül d'Alexandre Soumet, théâtre de l'Odéon : la Pythonisse d'Endor
- 1832 : La Tour de Nesle de Frédéric Gaillardet et Alexandre Dumas, théâtre de la Porte-Saint-Martin : Marguerite de Bourgogne
- 1832 : Périnet Leclerc ou Paris en 1418 d'Anicet Bourgeois et Joseph-Philippe Lockroy, théâtre de la Porte-Saint-Martin : Isabeau de Bavière
- 1833 : Lucrèce Borgia de Victor Hugo, théâtre de la Porte-Saint-Martin : Lucrèce Borgia
- 1833 : La Chambre ardente de Jean-François Bayard et Mélesville, théâtre de la Porte-Saint-Martin : Marquise de Brinvilliers
- 1833 : Marie Tudor de Victor Hugo, théâtre de la Porte-Saint-Martin : Marie Tudor
- 1834 : La Vénitienne d'Anicet Bourgeois et Alexandre Dumas, théâtre de la Porte-Saint-Martin : Theodora
- 1834 : Les Mal-contents de 1579 de d'Épagny et Alexandre Jarry, théâtre de la Porte-Saint-Martin : Marguerite de Navarre
- 1834 : Catherine Howard d'Alexandre Dumas, théâtre de la Porte-Saint-Martin : Kennedy
- 1834 : L'Impératrice et la Juive d'Anicet Bourgeois et Jean-Philippe Lockroy, théâtre de la Porte-Saint-Martin : L'Impératrice
- 1835 : La Nonne sanglante de Julien de Mallian et Anicet Bourgeois, théâtre de la Porte-Saint-Martin : Marie de Rudenz / Stella
- 1836 : Les Sept Infans de Lara de Sébastien Mallefille, théâtre de la Porte-Saint-Martin : Dona Vallombra
- 1836 : Léon de Balisson de Rougemont, théâtre de la Porte-Saint-Martin : Mme de Linières
- 1837 : Jeanne de Naples de Paul Foucher, théâtre de la Porte-Saint-Martin : Jeanne de Naples
- 1837 : La Guerre des servantes de Jules-Édouard Alboize de Pujol, Emmanuel Théaulon et Charles Jean Harel, théâtre de la Porte-Saint-Martin : Washla
- 1838 : Peau d'âne d'Émile Vanderbruch et Laurencin, théâtre de la Porte-Saint-Martin : Felippa
- 1839 : Le Manoir de Montlouvier de Joseph-Bernard Rosier théâtre de la Porte-Saint-Martin : la vicomtesse de Flavy
- 1843 : La Folle de la cité de Charles Lafon théâtre de la Gaîté : Mme Sydney

## Postérité
- En 1998, elle devient un personnage de la pièce Frédérick ou le Boulevard du Crime d'Éric-Emmanuel Schmitt, une fresque colorée du Paris révolutionnaire.